# Nokia 5800
Nokia 5800, alternativt kallad Nokia 5800 XpressMusic, är Nokias första mobil med den pekskärmsanpassade versionen av systemet Series 60. Mobilen har 8GB minne och stereohögtalare. Det är en musikmobil som även finns i en specialversion: Comes With Music med obegränsad nedladdning av musik från Nokia Music Store under 1 år.
Mobiltelefonen Nokia 5800 XpressMusic presenterades under hösten 2008 och började säljas i enstaka länder i slutet av november år 2008. I Sverige startade försäljningen i februari 2009. Vid utgången av det första halvåret 2009 hade modellen sålts i drygt 6,8 miljoner exemplar ackumulerat.

## Försäljning
- År 2009, kvartal 1: 2,6 miljoner (ackumulerat: drygt 3 miljoner) - källa
- År 2009, kvartal 2: 3,7 miljoner (ackumulerat: drygt 6,8 miljoner) - källa

## Tekniska data
- Utformning: klassisk form
- Mått: 111 × 51,7 × 15,5 mm
- Volym: 83 cm³
- Vikt: 109 g
- System: Symbian OS 9.4 med Series 60 5th Edition
- Minne: 81 MB inbyggt minne, och MicroSD-kortplats
- Skärm: 3,2 tum resistiv pekskärm med 16 miljoner färger och 640 × 360 pixlar i upplösning samt skärmrotation
- Kontakter: Micro USB, 3,5 mm ljud (används även som tv-utgång) och batteriladdarkontakt
- Fysiska knappar: on/off, volymreglage, kameraknapp, knapplås och tre menyknappar
- Radionät: GSM (med GPRS och EDGE) och WCDMA (med HSDPA)
- Trådlösa anslutningar: Bluetooth (med A2DP) och WLAN